# 에드워드 기번

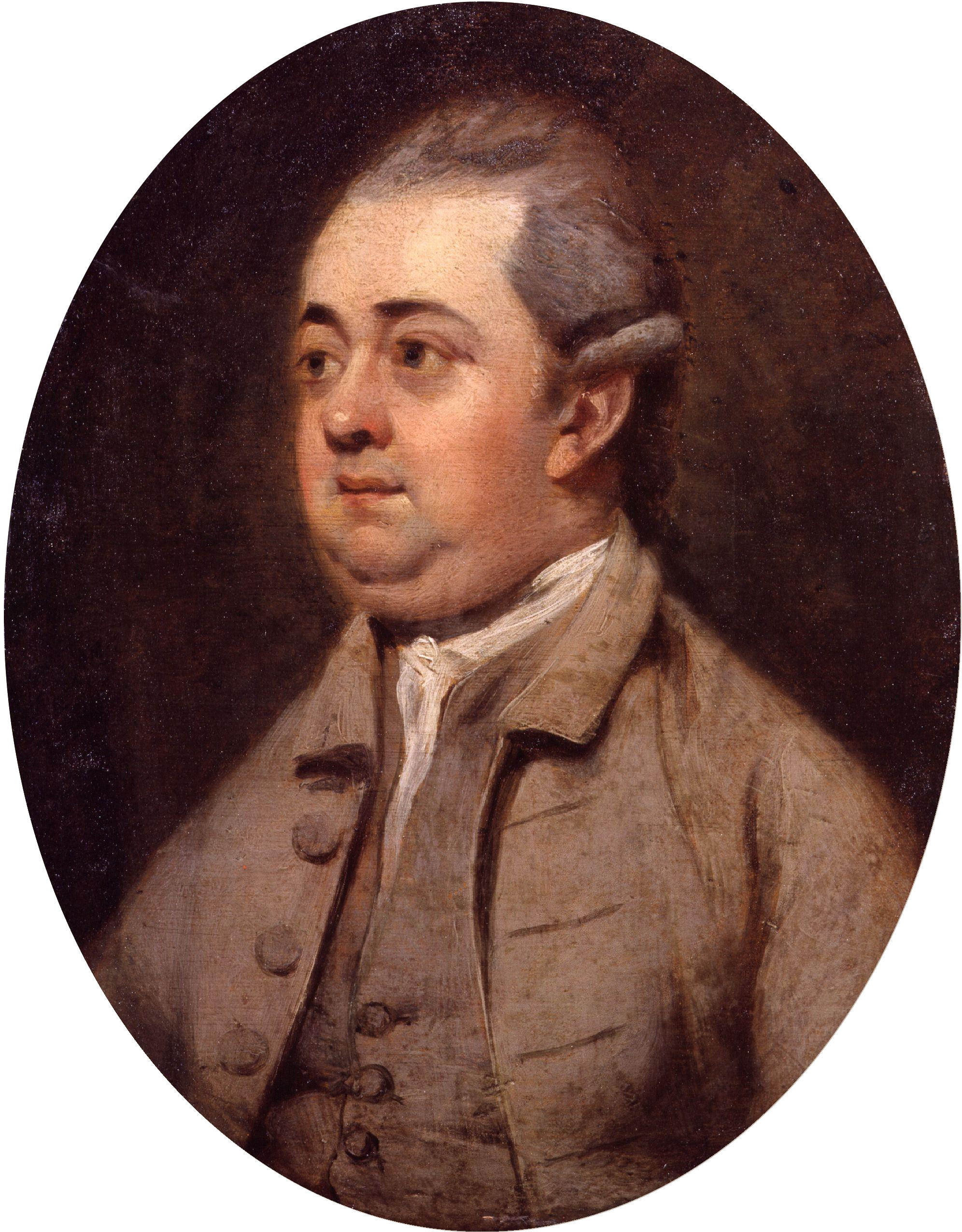
에드워드 기번

에드워드 기번(Edward Gibbon, 1737년 5월 8일 ~ 1794년 1월 16일)은 영국의 역사가이다. 《로마 제국 쇠망사》의 저자로 잘 알려져 있다.

## 생애
1737년 영국 런던에서 태어났다. 할아버지의 이름도 에드워드였는데 남해 회사(South Sea Company) 사건에 연루되어 귀족 자격을 박탈당하였으나, 에드워드 기번이 태어날 쯤에는 복권되어 그의 아버지는 부동산을 상속받을 수 있었다. 어렸을 적에는 병약하여, 에드워드 기번은 후일 "어머니와 간호사에 둘러싸인 불쌍한 아이"라고 스스로의 어린 시절을 회고하였다. 1752년 15세의 나이로 옥스퍼드 대학교의 모들린 칼리지에 입학하여 공부하던 중 종교 문제로 중퇴하고, 로잔에서 칼뱅주의 교육을 받았다. 원래는 로마 가톨릭 교회를 신봉하였으나 1754년 성공회신자가 되었다.
한때 군인 생활을 하고, 1764년에서 1765년 사이 프랑스·이탈리아로 여행하였다. 이때에 《로마 제국 쇠망사》를 저술할 생각을 하였다. 영국과 유럽을 오가며 생활하던 그는 1770년 부친의 별세 이후 영국에 정착하였으며 1774년 프리메이슨의 영국 런던 지구에 가입하여 1783년까지 하원 의원을 지냈다.1776년 2월에 로잔에서 《로마 제국 쇠망사》 제1권을 출간한 이래 1788년 제6권으로 완간하였다. 이책은 로마 제국 멸망역사 연구의 최고봉으로 학자들이 평가한다. 1794년 영국 서세스에서 별세하여 세필드 가족묘지에 안장되었다.

### 결혼을 하려 했으나 실패
그가 20살이 되었을 때, 수잔 커쵸드와 사랑에 빠졌고 약혼을 하게 된다. 하지만, 아버지의 반대로 그는 그녀와 헤어지게 되었다. 그는 매우 실망하고 좌절하였고, 그 이후 독신의 삶을 살게 된다. 1762년에 그와 헤어진 여성 수잔 커쵸드의 부모는 1761년과 1763년 각각 사망하게 되어, 수잔은 경제적으로 어려움을 겪게 된다. 그 후, 그녀는 파리로 가 부유한 은행가 자케스 네커를 만나 결혼하게 되고 그 사이에 세계적인 문학가로 유명한 제르멘 드 스탈을 낳는다.

### 로마 제국 쇠망사
에드워드 기번의 《로마 제국 쇠망사》는 이후 역사학뿐만 아니라 경제학, 정치학, 문화인류학에 커다란 영향을 미쳤다. 《로마 제국 쇠망사》는 나폴레옹에게 제국의 야망을 갖게 했고 윈스턴 처칠이 자신이 '회고록' 을 집필하는 데는 '쇠망사'의 영향이 컸다고 말한다. 애덤 스미스는 이 책을 애독하였으며, 토머스 칼라일도 마찬가지였고, 아널드 토인비도 이 책의 영향을 받았고, 버지니아 울프도 이와 같았다.
또한 시오노 나나미가 로마인 이야기를 집필하는데 이 책에 대한 반항심이 작용했다고 한다. 이후 수많은 소설과 영화, 드라마에 영감을 주었으며 현대에 이르러서도 로마에 대한 기본자료들로 활용되고 있다. 역사상 로마와 관련된 저작중 제1의 권위를 가진 저서로 꼽힌다.

## 저서들

### 단행본
- Essai sur l’Étude de la Littérature (London: Becket & De Hondt, 1761).
- Critical Observations on the Sixth Book of [Vergil's] 'The Aeneid' (London: Elmsley, 1770).
- 로마 제국 쇠망사 (vol. I, 1776; vols. II, III, 1781; vols. IV, V, VI, 1788–1789). all London: Strahan & Cadell.
- A Vindication of some passages in the fifteenth and sixteenth chapters of the History of the Decline and Fall of the Roman Empire (London: J. Dodsley, 1779).
- Mémoire Justificatif pour servir de Réponse à l’Exposé, etc. de la Cour de France (London: Harrison & Brooke, 1779).

### 다른 도서
- "Lettre sur le gouvernement de Berne" [Letter No. IX. Mr. Gibbon to *** on the Government of Berne], in Miscellaneous Works, First (1796) edition, vol. 1 (below). Scholars differ on the date of its composition (Norman, D.M. Low: 1758–59; Pocock: 1763–64).
- Mémoires Littéraires de la Grande-Bretagne. co-author: Georges Deyverdun (2 vols.: vol. 1, London: Becket & De Hondt, 1767; vol. 2, London: Heydinger, 1768).
- Miscellaneous Works of Edward Gibbon, Esq., ed. John Lord Sheffield (2 vols., London: Cadell & Davies, 1796; 5 vols., London: J. Murray, 1814; 3 vols., London: J. Murray, 1815). Includes Memoirs of the Life and Writings of Edward Gibbon, Esq..
- Autobiographies of Edward Gibbon, ed. John Murray (London: J. Murray, 1896). EG's complete memoirs (six drafts) from the original manuscripts.
- The Private Letters of Edward Gibbon, 2 vols., ed. Rowland E. Prothero (London: J. Murray, 1896).
- The works of Edward Gibbon, Volume 3 1906.
- Gibbon's Journal to 28 January 1763, ed. D.M. Low (London: Chatto and Windus, 1929).
- Le Journal de Gibbon à Lausanne, ed. Georges A. Bonnard (Lausanne: Librairie de l'Université, 1945).
- Miscellanea Gibboniana, eds. G.R. de Beer, L. Junod, G.A. Bonnard (Lausanne: Librairie de l'Université, 1952).
- The Letters of Edward Gibbon, 3 vols., ed. J.E. Norton (London: Cassell & Co., 1956). vol. 1: 1750–1773; vol. 2: 1774–1784; vol. 3: 1784–1794. cited as 'Norton, Letters'.
- Gibbon's Journey from Geneva to Rome, ed. G.A. Bonnard (London: Thomas Nelson and Sons, 1961). journal.
- Edward Gibbon: Memoirs of My Life, ed. G.A. Bonnard (New York: Funk & Wagnalls, 1969; 1966). portions of EG's memoirs arranged chronologically, omitting repetition.
- The English Essays of Edward Gibbon, ed. Patricia Craddock (Oxford: Clarendon Press, 1972); hb: ISBN 0-19-812496-1.

## 같이 보기
- 레슬리 스티븐